# کوچینوتسو، ناگاساکی

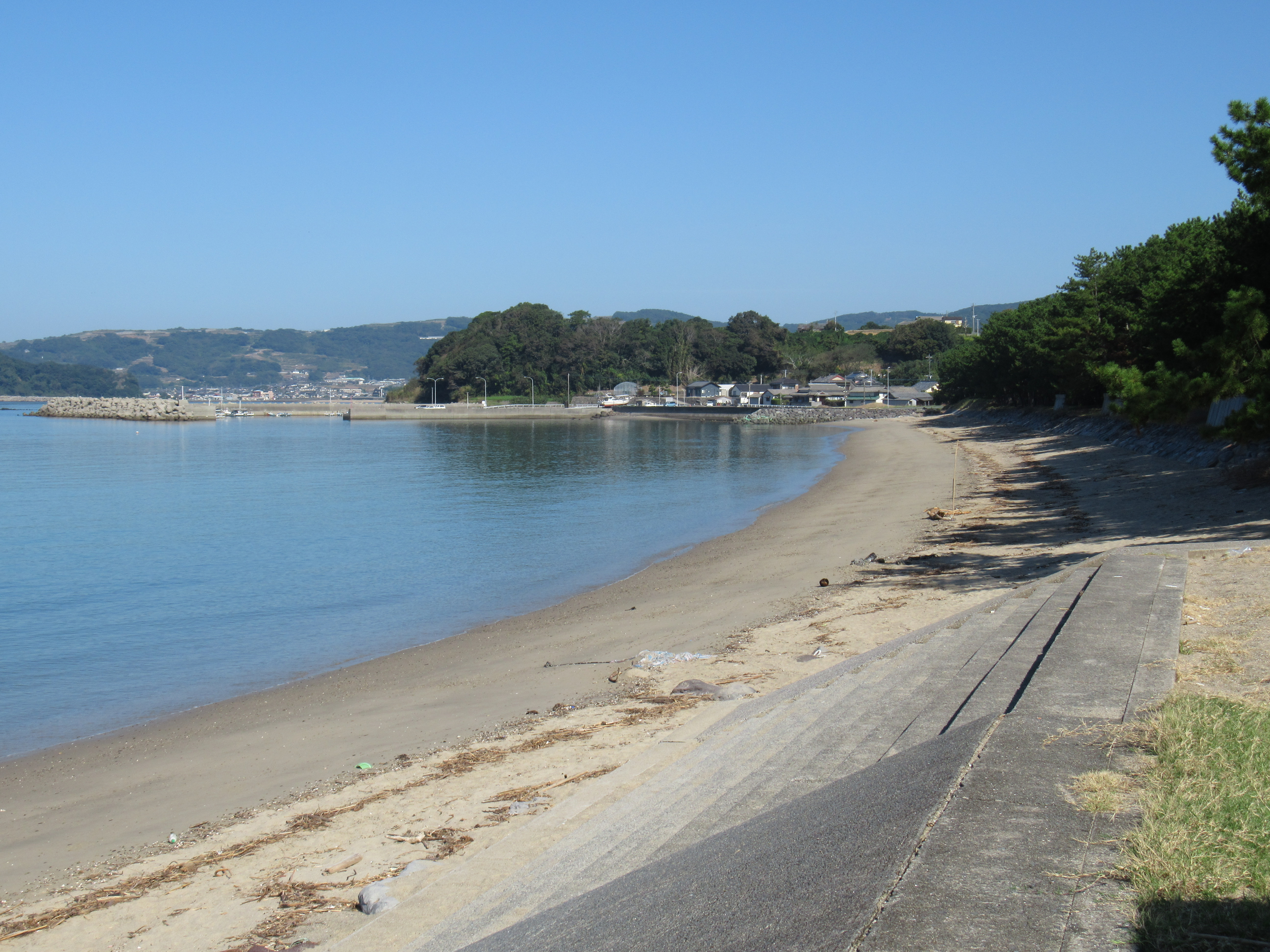
ساحل شیراماها واقع در شهر مینامی‌شیمابارا

کوچینوتسو (به ژاپنی: 口之津町 Kuchinotsu-chō) تا سال ۲۰۰۳ یک شهرک کوچک در استان ناگاساکی بود اما از سال ۲۰۰۶ همراه با چند شهرک دیگر جزئی از شهر مینامی‌شیمابارا، ناگاساکی شد.